# Liste der Monuments historiques in Bartenheim
Die Liste der Monuments historiques in Bartenheim führt die Monuments historiques in der französischen Gemeinde Bartenheim auf.

## Liste der Objekte
| Bezeichnung                  | Beschreibung | Standort                         | Kennzeichnung | Schutzstatus | Datum | Bild |
| ---------------------------- | --- | -------------------------------- | ------------- | ------------ | ----- | ---- |
| Marienaltar                  | Retabel und Skulptur; Holz, farbig gefasst und vergoldet; Skulptur bezeichnet 1500, Retabel vom Anfang des 18. Jahrhunderts | in der Kapelle St-Nicolas (Lage) | PM68000629    | Classé       | 1992  |      |
| Skulptur Johannes der Täufer | Holz, farbig gefasst und vergoldet, um 1700                                                                                 | in der Kapelle St-Nicolas (Lage) | PM68001028    | Inscrit      | 1996  |      |
| Kreuzweg                     | Ölfarbe auf Leinwand, 18. Jahrhundert                                                                                       | in der Kapelle St-Nicolas (Lage) | PM68001029    | Inscrit      | 1989  |      |
| Kruzifix                     | Holz, farbig gefasst und vergoldet, 17. Jahrhundert                                                                         | in der Kapelle St-Nicolas (Lage) | PM68000631    | Classé       | 1992  |      |
| Skulptur Heiliger Nikolaus   | Holz, spätmittelalterlich                                                                                                   | in der Kapelle St-Nicolas (Lage) | PM68000632    | Classé       | 1992  |      |
| Nothelferaltar               | Retabel und Gemälde; Holz, farbig gefasst, sowie Ölfarbe auf Leinwand, Anfang des 18. Jahrhunderts                          | in der Kapelle St-Nicolas (Lage) | PM68000630    | Classé       | 1992  |      |
| Hauptaltar                   | Altartisch, Retabel und acht Skulpturen; Holz, farbig gefasst, versilber und vergoldet, Anfang des 18. Jahrhunderts         | in der Kapelle St-Nicolas (Lage) | PM68000628    | Classé       | 1992  |      |